# Port de Gaza
Le port de Gaza est un petit port situé près du district de Rimal dans la ville de Gaza. C'est le port d'attache des bateaux de pêche palestiniens et la base de la police navale palestinienne, une branche des forces de sécurité nationales palestiniennes. En vertu de l'Accord d'Oslo II, les activités de la police navale palestinienne sont limitées à 6 milles marins de la côte. Depuis 2007, le port de Gaza est soumis à un blocus naval imposé par Israël dans le cadre d'un blocus de la bande de Gaza, et les activités du port ont été limitées à la pêche artisanale.

## Histoire

### Bande de Gaza
Depuis 2007, la bande de Gaza est soumise à un siège strict, par terre, air et mer. La surface totale de 362 kilomètres carrés, possède un système de transport système pauvre qui n'a que 76 km de routes principales, 122 km de routes régionales et 99 km de routes locales. La bande avait un petit aéroport situé à Rafah, qui a été détruit en 2001 par des Israéliens. Le port a été construit par l'Autorité nationale palestinienne (ANP). 

### Maiuma
Un « port de Gaza » est attesté en 258 av. J.-C. par la Lettre de Philotas à Zénon, un papyrus de Zénon de Caunos.
Pendant l'Antiquité, Gaza est une importante place commerciale, en particulier pour l'encens. Située au point d'arrivée des caravanes de la péninsule Arabique et du golfe Persique, deux ports la relie à la mer Méditerranée : Maiuma et Anthédon.
Autrefois, le port de Maiuma, ou el Mineh (qui signifie « le port »), était situé dans la région. À la fin de l' ère ottomane, Pierre Jacotin avec le nom place Majumas sur sa carte de 1799.
En 1883, l'enquête du PEF sur la Palestine occidentale (SWP) notait qu'el Mineh était probablement l'ancien Maiuma.
En 2011, huit colonnes romaines considérées comme les restes d'une église ont été emportées à terre lors d'une tempête. En 2013, la police navale palestinienne a trouvé des objets anciens comprenant des poteaux  et de l'argile cuite au four.

### Depuis 1994
En 2002, les forces israéliennes ont attaqué les installations de la police navale palestinienne dans le port, après que les commandants de la police navale aient été impliqués dans l'affaire Karine A, une tentative d'introduire secrètement 50 tonnes d'armes par bateau à Gaza.
En 2007, à la suite de la prise de contrôle de Gaza par le Hamas, Israël a imposé un blocus de la bande de Gaza, y compris un blocus naval. Plusieurs tentatives pour briser le blocus israélien ont été faites. Israël a empêché la plupart des navires d'accoster au port de Gaza, mais a permis à deux bateaux, transportant des militants et des fournitures, d'atteindre le port en 2008. En 2010, le port était limité aux petits bateaux de pêche palestiniens.
En 2010, le port a été approfondi par le Hamas en vue de l'arrivée d'une flottille de rupture de blocus de plus gros navires internationaux. Un brise-lames a été construit et un éclairage a été installé. Le Hamas a annoncé son intention de développer le port pour le rendre plus accessible aux pêcheurs et attirer les touristes.

### Depuis 2023
Lors de la guerre contre le Hamas à Gaza, le port et plus de 90 % des navires amarrés sont détruits par Israël ; les dégâts comprennent des frappes aériennes ciblées sur des bateaux de pêche et des impacts d'artillerie maritime,.
En 2024, l'armée et la marine américaines commencent la construction d'une jetée flottante au port de Gaza pour acheminer de l'aide humanitaire aux habitants de la bande de Gaza. La jetée est en réalité construite en Israël, à proximité, puis déplacée à Gaza. Les États-Unis et d'autres pays construisent également une plateforme offshore à un kilomètre de cette jetée et l'aide est transférée de la plateforme à cette jetée,. Le 20 mai, la jetée est passablement endommagée par les intempéries. En juillet 2024, elle a été définitivement démantelée.

## Plans du port maritime de Gaza

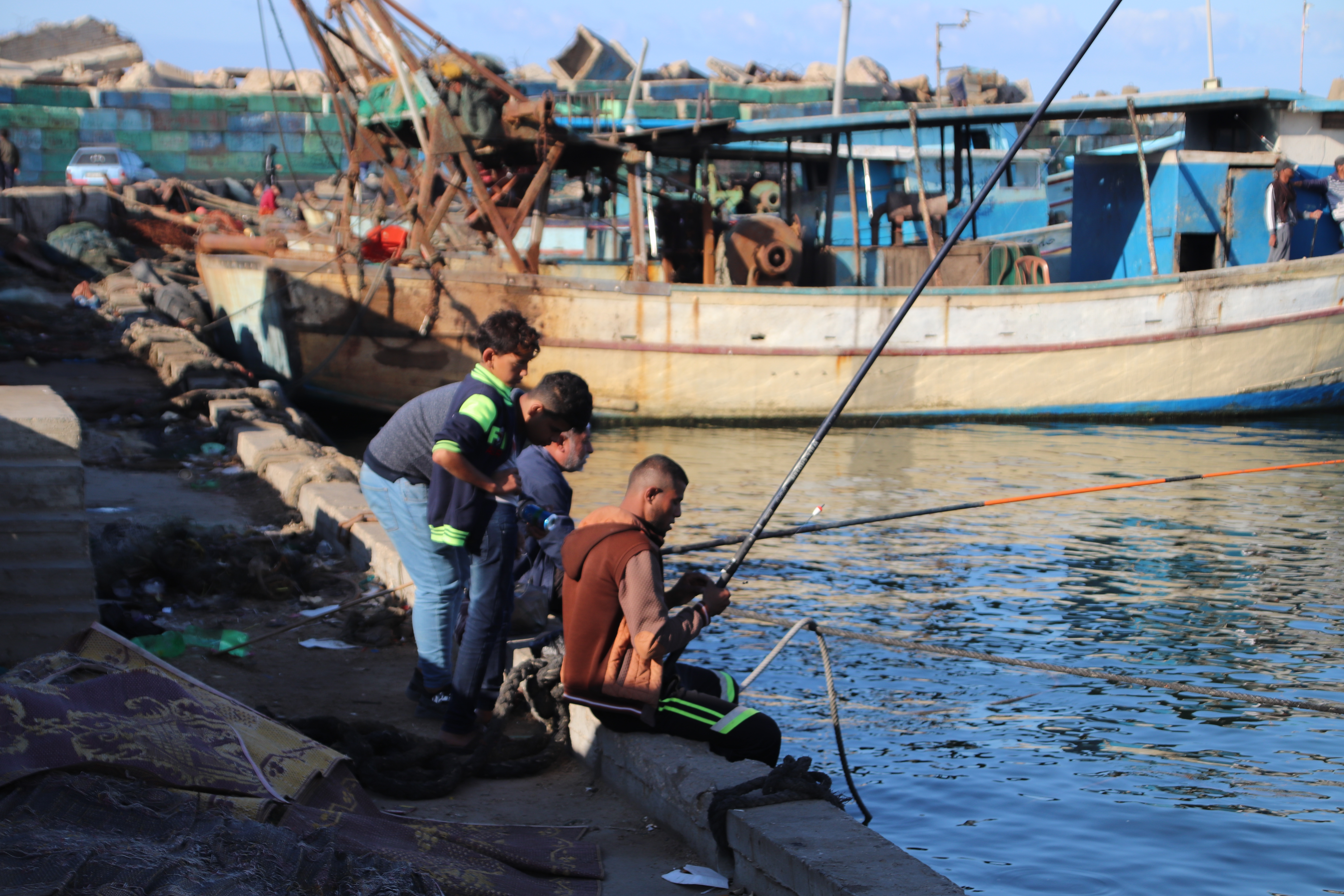
Pêcheurs au port en 2019

Depuis l'accord d'Oslo I de 1993, il est prévu de construire un port maritime beaucoup plus grand à Gaza. En raison de la poursuite du conflit israélo-palestinien, ces plans ne se sont pas concrétisés en 2014.
En 2005, Israël a approuvé les plans palestiniens pour reconstruire et achever la construction d'un port à quelques kilomètres au sud de la ville de Gaza, qui avait commencé avant le déclenchement de la deuxième Intifada en septembre 2000. Le bâtiment a été détruit par les forces israéliennes ainsi que l'aéroport existant de Gaza près de Rafah à la suite du déclenchement de la deuxième Intifada.